# Newtownforbes
Newtownforbes är en ort i republiken Irland. Den ligger i den centrala delen av landet, 110 km väster om huvudstaden Dublin. Newtownforbes ligger 58 meter över havet och antalet invånare är 759.
Terrängen runt Newtownforbes är platt. Runt Newtownforbes är det ganska tätbefolkat, med 52 invånare per kvadratkilometer. Närmaste större samhälle är Longford, 5,2 km söder om Newtownforbes. Trakten runt Newtownforbes består i huvudsak av gräsmarker.